# WebGIS
Sono detti WebGIS i sistemi informativi geografici (GIS) pubblicati su web. Un WebGIS è quindi l'estensione al web degli applicativi nati e sviluppati per gestire la cartografia numerica. Un progetto WebGIS si distingue da un progetto GIS per le specifiche finalità di comunicazione e di condivisione delle informazioni con altri utenti.
Con i WebGIS le applicazioni GIS tradizionalmente sviluppate per utenze stand-alone o in ambienti LAN possono essere implementate su web server (anche detto map-server) consentendo l'interazione attraverso internet con la cartografia e con i dati ad essa associati. Gli esempi più noti di WebGIS sono gli applicativi web per la localizzazione cartografica, gli stradari oppure gli atlanti on-line. Le applicazioni WebGIS sono utilizzabili attraverso i browser internet, talvolta con l'impiego di specifici plugin, oppure per mezzo di software distinti come Google Earth. Altri esempi tipici di applicazioni GIS pubblicate in versione WebGIS sono i sistemi informativi territoriali (SIT) delle Regioni e di diversi Comuni: questi rendono accessibili ai cittadini informazioni di carattere ambientale, urbanistico, territoriale offrendo una navigazione su base cartografica delle stesse.

## Le componenti
Le informazioni, che siano esse territoriali, geografiche o socio-economiche, hanno avuto in passato come principale supporto quello cartaceo: la mole dei dati e l'impossibilità di una loro sovrapposizione a fine di analisi, ha reso questo supporto obsoleto per una serie di operazioni come il monitoraggio o l'amministrazione territoriale.
I sistemi informativi nascono dall'esigenza di raccogliere, elaborare, gestire, mettere a disposizione dei responsabili decisori una ingente quantità di dati ed informazioni relativi al territorio. L'impossibilità pratica di rappresentare tutto il mondo, la superfluità nonché l'inutilità di determinati dati, portano alla costituzione di un modello concettuale della realtà che simula, in modo sintetico, il mondo reale: proprio su questo modello, basato soltanto su informazioni accessibili e rilevanti allo scopo finale, verranno fatte analisi e prese decisioni. Un sistema informativo viene detto geografico (GIS) quando è progettato per operare con dati relativi allo spazio geografico: esso conterrà specifiche funzioni per acquisire, elaborare, gestire e restituire dati geografici.
Nel momento in cui un sistema informativo geografico o GIS viene condiviso nella rete, che sia essa aziendale o globale, esso diventa WebGIS: sistema di informazioni territoriali, geografiche, socio-economiche e descrittive che si libera della fisicità del contenitore e si espande a livello planetario.
Le componenti principali di un WebGIS possono essere riassunte in:
- hardware
- software
- procedure applicative
- banche dati
- persone

In linea generale, non considerando le eccezioni dei singoli casi, l'hardware del lato server è composto dal server Web, cioè la macchina che permette la connessione dei vari terminali, dai firewall di rete, dai Server DataBase, per contenimento delle informazioni, dal Server Map, macchina che permette la produzione delle mappe, dai cablaggi di rete ad alta velocità; nel lato client può essere presente invece il Web Browser, terminale per la visualizzazione del servizio o palmari per utenti mobili. Ovviamente possono essere presenti, sia nel lato client che in quello server, periferiche di input-output come scanner, stampanti o plotter.
Il software è il vero motore del WebGIS, esso può essere diviso in tre livelli: il software di base, il software per la gestione di dati geografici, il software per la gestione di database. Il software di base è composto dal sistema operativo (Linux, Unix, macOS, Windows,…), dai linguaggi di programmazione (PHP, Java, JavaScript, C++, Visual Basic,…), dal software per il collegamento di rete (TCP/IP). Il software per la gestione dei dati geografici è la componente che distingue un WebGIS da un sistema informativo generico, esso deve avere caratteristiche peculiari e requisiti specifici.
Il software per la gestione di database (MySQL, PostgreSQL, Oracle,…) viene chiamato DBMS (DataBase Management System), questi sono solitamente relazionali ed usano come linguaggio l'SQL (Standard Query Language). Le procedure applicative vengono generalmente sviluppate all'interno del software WebGIS o all'esterno, usufruendo di opportune librerie di funzioni, attraverso l'uso di linguaggi di programmazione o strumenti per procedurizzare sequenze di funzioni WebGIS. Le principali procedure si riferiscono all'acquisizione di dati, la restituzione dei dati, la gestione degli archivi, l'aggiornamento e l'elaborazione dei dati, i modelli di simulazione, di rappresentazione e le interfacce utente.
Il WebGIS di solito rende visualizzabili strati informativi (layer) che provengono da fonti dati. I dati possono essere semplici file che il software WebGIS può leggere e quindi restituire all'utente o possono essere dati memorizzati in Database che contengono le informazioni. I WebGIS più evoluti interfacciano oggi servizi di erogazione dati DaaS (Data as a Service) che erogano gli strati informativi e li rendono utilizzabili in vari contesti.
L'utilizzo poi di standard internazionalmente riconosciuti come ad esempio OGC (Open Geospatial Consortium) rende un servizio WebGIS a sua volta una interfaccia di utilizzo dei giacimenti informativi cartografici utilizzabile in modo del tutto interoperabile.
Infine, l'ultima componente di un WebGIS è quella umana, ossia l'organico tecnico che è deputato alla gestione dell'intero sistema: c'è bisogno di formazione professionale per la buona riuscita del lavoro.

## La consultazione in rete
Il WebGIS non è una semplice estensione di un programma GIS Desktop, ma fa parte della grande categoria software Web Oriented. La rete locale e la rete delle reti (internet) sono diventate un'autostrada privilegiata per l'interscambio di informazioni tra milioni di postazioni sparse per il pianeta: attraverso un Browser Web (Firefox, Opera, Chrome, Konqueror, Internet Explorer, …) è possibile accedere al World Wide Web (www) cioè al servizio di scambio dati internet più usato in assoluto. Diffondere informazioni geografiche attraverso siti web significa quindi non solo dare la possibilità di inserire, manipolare, elaborare ed analizzare dati georeferenziati in qualsiasi punto della terra tramite una connessione, ma anche raggiungere una vasta platea di utenti, anche non specializzati.